# 天使降臨到我身邊！
《天使降臨到我身邊！》（简称）是椋木ななつ以四格漫畫形式發表的日本漫畫作品。2016年11月18日於一迅社《Comic百合姬》2017年1月號至2025年6月號連載。電視動畫由動畫工房製作，於2019年1月至3月播放。

## 故事簡介
女大學生星野宮子對小學生妹妹星野日向的同學白咲花一見鍾情，雖然宮子一心想跟花友好相处，但都遭到了花的抗拒。最後宫子靠著製作美味點心的好手藝，成功虜獲芳心，日後展開了一連串的日常喜劇故事。

## 登場角色

### 主要角色
星野宮子（聲：上田麗奈）
大學1年級，生日：9月9日，星野日向的姐姐，設計專業科系，宅女。
個性內向怕生，不擅长與人交際。對白咲花一見鍾情，遇到與白咲花有關的事情會很興奮。擅長製作cosplay服與甜點。
白咲花（聲：指出毬亞）
初登場為小學5年級，現已畢業，生日：3月7日，日向的同學。
稱宮子為「姐姐」，對宮子的初次印象是個危險的人。個性冷靜，非常喜歡吃甜點，談到甜點就會變得很興奮。審美觀與常人不同，喜歡各種奇怪卡通人物的周邊產品。將來的夢想是開一間蛋糕店，單行本第9集中表示性格對應松鼠。
星野日向（聲：長江里加）
初登場為小學5年級，現已畢業，生日：5月10日，宮子的妹妹，花的同學。
稱宮子為「喵內（宮姐）」。個性開朗活潑，姐控，十分喜欢宮子，認為喵內無所不能，喜歡跟人誇獎宮子，導致宮子在別人眼中是個完美形象的人。常要求跟宮子一起睡覺，但睡相非常的差。時常不經意的發言會讓乃愛心跳不已，但本人卻從無意識到。將來的夢想是當便利商店店員，單行本第9集中表示性格對應小狗。
姬坂乃愛（聲：鬼頭明里）
初登場為小學5年級，現已畢業，生日：11月24日，與日向同年的轉學生。
星野家隔壁的鄰居，稱宮子為「宮小姐」。极度自恋，覺得自己很可愛，也喜歡別人稱讚自己很可愛。不開心時常以「被日向摸頭/揉臉」的方式恢復元氣，會對日向身邊過於親近她的人產生忌妒感與醋意，喜歡日向。將來的夢想是當時裝模特兒，單行本第9集中表示性格對應兔子。
種村小依（聲：大和田仁美）
初登場為小學5年級，現已畢業，生日：2月20日，日向的同班同學，班上的班長。
希望有人能依賴自己，但由於做什麼都失敗的能力，令大家轉向依賴可靠的夏音。與夏音是青梅竹馬，關係親密，都在一起行動。單行本第9集中表示性格對應長頸鹿。在畢業典禮前夕曾表示在升上國中後要當學生會會長。
小之森夏音（聲：大空直美）
初登場為小學5年級，現已畢業，生日：2月28日，日向的同班同學，班上的班長。
為人和善禮貌，做事沉穩可靠，因此很多同學會依賴她而不是小依。在自己有困難的時候，小依都會不顧一切的全力幫助，所以最喜歡小依，認為自己對小依非常依賴。將來的夢想是當料理人，單行本第9集中表示性格對應綿羊。

### 次要角色
松本香子（聲：Lynn）
宮子高中時期的社團同伴。
高中時被宮子做衣服的姿態所迷恋，從此经常偷偷跟踪宫子，自認為是宮子的好朋友兼對手；但實際上宮子根本不熟識她，也不認為兩人是朋友關係。後來跟踪事情曝光，但也跟宮子成為真正的朋友。
松本友奈（聲：木野日菜）
香子的妹妹。
星野千鶴（聲：小清水亞美）
宮子和日向的媽媽。
有抽電子菸的習慣，對宮子一些玩鬧過頭的行為會嚴厲地懲罰。童年時代的夢想是當新娘子。
白咲春香（聲：藤村步）
花的媽媽。童年時代的夢想是當小學老師。
姬坂愛蜜莉（聲：豐崎愛生）
乃愛的媽媽。英國人，個性相當高昂。童年時代的夢想是當女僕。
宮子（寵物）（聲：大空直美）
松本家的寵物狗，與星野宮子同名。
山中老師（聲：衣川里佳）
日向班的女老師兼班主任。
White Lily（聲：尤加奈）
劇中作品《Lilycure》的主角，身份為魔法少女。其標誌性台詞和著裝均被宮子所模仿。

## 出版書籍
| 冊數 | 一迅社         | 一迅社                                                  | 東立出版社     | 東立出版社             |
| 冊數 | 發售日期       | ISBN                                                    | 發售日期       | ISBN                   |
| ---- | -------------- | ------------------------------------------------------- | -------------- | ---------------------- |
| 1    | 2017年5月18日  | ISBN 978-4-7580-7672-2                                  | 2019年8月29日  | ISBN 978-957-26-2763-1 |
| 2    | 2017年11月16日 | ISBN 978-4-7580-7755-2                                  | 2020年11月20日 | ISBN 978-957-26-2764-8 |
| 3    | 2018年6月14日  | ISBN 978-4-7580-7819-1                                  |                |                        |
| 4    | 2018年11月15日 | ISBN 978-4-7580-7875-7                                  |                |                        |
| 5    | 2019年1月11日  | ISBN 978-4-7580-7896-2 ISBN 978-4-7580-7897-9（特裝版） |                |                        |
| 6    | 2019年6月18日  | ISBN 978-4-7580-7952-5                                  |                |                        |
| 7    | 2020年1月31日  | ISBN 978-4-7580-2078-7 ISBN 978-4-7580-2079-4（特裝版） |                |                        |
| 8    | 2020年9月18日  | ISBN 978-4-7580-2156-2 ISBN 978-4-7580-2157-9（特裝版） |                |                        |
| 9    | 2021年2月18日  | ISBN 978-4-7580-2215-6 ISBN 978-4-7580-2216-3（特裝版） |                |                        |
| 10   | 2021年10月18日 | ISBN 978-4-7580-2306-1 ISBN 978-4-7580-2307-8（特裝版） |                |                        |
| 11   | 2022年6月17日  | ISBN 978-4-7580-2424-2 ISBN 978-4-7580-2425-9（特裝版） |                |                        |
| 12   | 2022年10月14日 | ISBN 978-4-7580-2460-0 ISBN 978-4-7580-2461-7（特裝版） |                |                        |
| 13   | 2023年7月18日  | ISBN 978-4-7580-2579-9 ISBN 978-4-7580-2580-5（特裝版） |                |                        |
| 14   | 2024年2月17日  | ISBN 978-4-7580-2657-4 ISBN 978-4-7580-2658-1（特裝版） |                |                        |
| 15   | 2024年9月28日  | ISBN 978-4-7580-2769-4 ISBN 978-4-7580-2770-0（特裝版） |                |                        |
| 16   | 2025年5月29日  | ISBN 978-4-7580-2901-8 ISBN 978-4-7580-2902-5（特裝版） |                |                        |

## 電視動畫
2018年6月宣布改編電視動畫，電視動畫全12話。
日本地區於2019年1月8日至3月26日的每個星期二22時00分（UTC+9）在AT-X首播，之後亦在TOKYO MX、SUN電視台、KBS京都、愛知電視台、TVQ九州放送、BS11等電視台播出。
BD、DVD全部各3卷，每卷收錄4話内容，於2019年3月27日、4月24日和5月24日發售，第3卷還收錄新作OVA「私がお姉ちゃんだよ」。
2021年2月6日宣佈將製作完全新作劇場上映動畫，并于同年10月16日公布电影名《天使降臨到我身邊！Precious Friends》，定档于2022年10月14日上映。

### 製作人員
- 原作：（一迅社《Comic百合姬》连载）
- 導演：平牧大輔
- 系列構成：山田由香
- 角色設計：中川洋未
- 道具设计：中野裕纪
- 总作画监督：中川洋未、松浦麻衣、中野裕纪、菊永千里
- 美术监督：安田由香里（Olive）
- 色彩设计：石黑启、吴政宏
- 摄影监督：工藤康史
- 编集：坪根健太郎（REAL-T）
- 音响监督：高寺雄
- 音乐：伊贺拓郎
- 音乐制作：FlyingDog
- 動畫製作：動畫工房
- 制作：天使降临制作委员会

### 主題曲
片頭曲
作詞：ZAI-ON，作曲：Eternal Truth，編曲：伊賀拓郎、WEST GROUND
主唱：（指出毬亞、長江里加、鬼頭明里、大和田仁美、大空直美）
片尾曲
作詞：ZAI-ON，作曲：Eternal Truth，編曲：伊賀拓郎、WEST GROUND
主唱：（指出毬亞、長江里加、鬼頭明里、大和田仁美、大空直美）

### 各話列表
| 話數           | 日文標題 | 中文標題                                             | 劇本              | 分鏡     | 演出              | 作畫監督 | 片尾插畫    | 原作                                  |
| -------------- | -------- | ---------------------------------------------------- | ----------------- | -------- | ----------------- | --- | ----------- | ------------------------------------- |
| 第1話          |          | 心裡癢癢的感覺                                       | 山田由香          | 平牧大輔 | 平牧大輔          | 山野雅明 | Namori      | 第1話 第2話 第2.5話 第3話 第4話 第5話 |
| 第2話          |          | 超級無敵可愛                                         | 山田由香          | 山崎光惠 | 金成旻 藤原佳幸   | 武藤幹、矢野桃子 德永さやか、中島大智 板倉健 | namo        | 第5話 第6話 第13話 第23話             |
| 第3話          |          | 銘印                                                 | 山田由香          | 山崎光惠 |                   | 山野雅明、板倉健 吉川真帆、中野裕紀 | 水安里      | 第7話 第8話 放學玩耍                  |
| 第4話          |          | 方便說兩句嗎？                                       | 山田由香          | 越田知明 | 由井翠            | 矢野桃子、中島大智 板倉健、山野雅明 武藤幹、千葉啟太郎 | 荒井切利    | 第10話 第11話 第12話                  |
| 第5話          |          | 好啦交給我來吧！                                     | 志茂文彥          | 福田道生 | 鳥羽聰            | 西川繪奈、渥美智也 市原圭子、立口德孝 德永 |             | 第21話 第22話 第28話                  |
| 第6話          |          | 宮姐沒有朋友哦                                       | 山田由香          | 上坪亮樹 | 上坪亮樹          | 山野雅明、矢野桃子 小田景門、中島大智 西川繪奈、藤田真弓 永田文宏、池添優子 乘富梓                                                                                 | harapeco    | 第9話 第14話 第15話                   |
| 第7話          |          | 聽不懂宮姐在說什麼                                   | 志茂文彥          | 舛成孝二 | 金成旻 藤原佳幸   | 福井麻記、浦野達也 青野厚司、竹本未希 山崎繪里、西川繪奈 | 得能正太郎  | 第17話 第18話 第31話                  |
| 第8話          |          | 有些事情不知為妙                                     | 山田由香          | 原口浩   |                   | 山野雅明、武藤幹 市原圭子、矢野桃子 中島大智、金璐浩 上野沙彌佳、宮野健 永田文宏                                                                                   | 三月        | 第25話 第26話 第32話                  |
| 第9話          |          | 陪到我睡著哦                                         | 山田由香          | 福田道生 | 鳥羽聰            | 渥美智也、西川繪奈 山野雅明、德永 小田景門、板倉健 中島大智、長尾圭吾 山崎輝彦、菅原美智代 池添優子、乘富梓                                                        | Hato Popoko | 第29話 第30話 第33話                  |
| 第10話         |          | 又多嘴了                                             | 志茂文彥          | 原口浩   | 大隈孝晴          | 市原圭子、武藤幹 矢野桃子、山野雅明 中島大智、金璐浩 上野沙彌佳、宮野健 永田文宏                                                                                   | 武梨繪里    | 第16話 第19話 第20話                  |
| 第11話         |          | 也就是說是姐姐不好                                   | 山田由香          | 上坪亮樹 | 上坪亮樹          | 宇佐美翔平、櫻井拓郎 柳瀨讓二、山口光紀 七靈石、王敏、周健 朱曉林、柴晨鍾 菅原美智代、藤田真弓 金璐浩、上野沙彌佳 宮野健、永田文宏 乘富梓、山崎淳 板倉健、矢野桃子 | Atto        | 第34話 第34.5話 第35話 第36話         |
| 第12話         |          | 天使的目光                                           | 山田由香 平牧大輔 | 平牧大輔 | 平牧大輔          | 山野雅明、松浦麻衣 渥美智也、中島大智 武藤幹、小田景門 市原圭子、板倉健 矢野桃子、中野裕紀 山崎淳、Seo Seung Hye Lee Juhyeou                                       |             | 第36話 文化祭之後                     |
| 第13話 （OVA） |          | 不會辜負期待啊總是形影不離換上這身衣服吧！我是姐姐哦 | 山田由香          | 福田道生 | 上坪亮樹 平牧大輔 | 櫻井拓郎、宇佐美翔平 、藤田真弓 菅原美智代、金璐浩 上野沙彌佳、宮野健 永田文宏、畠山元 山野雅明、矢野桃子 久保茉莉子、立口德孝 小倉寬之、山崎淳 平塚知哉           | 不適用      |                                       |

### 播放電視台
日本深夜動畫：下文記載的日本国内播放時間使用日本標準時間（UTC+9）表示。因為部分時間标识會採用30小时制，因此請留意这类超过24:00的时间，其實際播放時間為翌日清晨。
| 播放地區 | 播放電視台 | 播放日期               | 播放時間（UTC+9）         | 所屬聯播網 | 備註           |
| -------- | --- | ---------------------- | ------------------------- | ---------- | -------------- |
| 日本全國 | AT-X | 2019年1月8日－3月26日  | 星期二 22時00分－22時30分 | 衛星電視   | 有重播         |
| 東京都   | TOKYO MX | 2019年1月9日－3月27日  | 星期二 24時30分－25時00分 | 獨立局     |                |
| 日本全國 | BS11 | 2019年1月10日－3月28日 | 星期三 24時00分－24時30分 | 衛星電視   | 「ANIME+」時段 |
| 京都府   | KBS京都 | 2019年1月10日－3月28日 | 星期三 25時35分－26時05分 |            |                |
| 兵庫縣   | SUN電視台 | 2019年1月10日－3月28日 | 星期三 26時00分－26時30分 |            |                |
| 愛知縣   | 愛知電視台 | 2019年1月11日－3月29日 | 星期四 26時05分－26時35分 |            |                |
| 福岡縣   | TVQ九州放送 | 2019年1月11日－3月29日 | 星期四 27時00分－27時30分 |            |                |
| 日本全國 | d Anime Store Niconico動畫 AbemaTV GYAO! Hikari TV FOD 亞馬遜視頻 Anitere 樂天TV DMM.com Video Market Corporation | 2019年1月9日－3月27日  | 星期二 24時30分 更新      |            |                |
| 日本全國 | U-NEXT | 2019年1月9日－3月27日  | 星期三 更新               |            |                |
| 日本全國 | 萬代頻道 Hulu | 2019年1月10日－3月28日 | 星期四 更新               |            |                |
| 日本全國 | HAPPY!動畫 | 2019年1月15日－4月2日  | 星期二 更新               |            |                |

### Blu-ray&DVD
| 卷數 | 發售日期      | 收錄話數            | 規格編號   | 規格編號   |
| 卷數 | 發售日期      | 收錄話數            | BD         | DVD        |
| ---- | ------------- | ------------------- | ---------- | ---------- |
| 1    | 2019年3月27日 | 第1話－第4話        | ZMXZ-12911 | ZMBZ-12921 |
| 2    | 2019年4月24日 | 第5話－第8話        | ZMXZ-12912 | ZMBZ-12922 |
| 3    | 2019年5月24日 | 第9話－第12話 + OVA | ZMXZ-12913 | ZMBZ-12923 |

## 外部連結
- 電視動畫官方網站（日語）
- 天使降臨到我身邊！的X（前Twitter）
- 《天使降臨到我身邊！》的N動漫專頁
- 《天使降臨到我身邊！》的Pixiv漫畫專頁